# Каица
Каица — деревня в составе Мурашинского района Кировской области. 

## География
Находится на расстоянии примерно 14 километров по прямой на юг от районного центра города Мураши.

## История
Известна с 1710 года, когда в ней было учтен 1 двор и 12 жителей, в 1764 45 жителей. В 1873 году учтено было дворов 13 и жителей 131, в 1905 33 и 270, в 1926 15 и 80, в 1950 12 и 43 соответственно, в 1989 4 жителя. До 2021 года входила в Мурашинское городское поселение Мурашинского района, ныне непосредственно в составе Мурашинского района.

## Население
Постоянное население  составляло 4 человека (русские 100%) в 2002 году, 2 в 2010.